# تپه‌های خرم‌آباد
تپه‌های خرم‌آباد مربوط به هزاره اول قبل از میلاد است و در شهرستان ساوجبلاغ، بخش مرکزی، روستای خرم‌آباد واقع شده و این اثر در تاریخ ۲ خرداد ۱۳۵۶ با شمارهٔ ثبت ۱۳۷۸ به‌عنوان یکی از آثار ملی ایران به ثبت رسیده است.